# Powhattan, Kansas
Powhattan är en ort i Brown County i delstaten Kansas, USA.